# شیر (وسیله)

یک شیر آب درحال چکه کردن

شیر، شیر آب یا به فارسی افغانستان شیردهن وسیله‌ای معمولاً فلزی است که برای بازوبست، تنظیم و کنترل جریان مایعات یا گازها در لوله‌کشی به‌کار می‌رود. امروزه انواع بسیاری از شیرها طراحی و ساخته می‌شوند که در صنعت و خانه به‌کار می‌روند. «شیرآلات» به گروه شیرهایی گفته می‌شود که خود بنا به کاربرد، نحوهٔ کارکرد یا شکل آن‌ها به زیرگروه‌های مختلف دسته‌بندی می‌شوند. البته شیرهای ساختمانی، خود ازلحاظ زیست‌محیطی به چند نوعِ دیگر نیز تقسیم نمی‌شوند.

## تاریخچه
اولین شیرهایی که به‌وسیلهٔ انسان اختراع شد، همان چیزی است که اکنون به‌عنوان «دریچهٔ آب‌بند» می‌شناسیم؛ دریچه‌ای که با گذاشتن یا برداشتن آن در مسیر آب، جریان را بسته، باز یا نیمه‌باز می‌گذاشتند. شیرهای دروازه‌ایِ امروزی در واقع همان آب‌بندهای قدیمی هستند.

## انواع شیرآلات بنا به نوعِ کاربرد
شیرآلات خانگی که در انگلیسی به آن faucet می‌گویند و شامل شیر ظرفشویی، شیر روشویی، شیر توالت و شیر حمام است.
شیرآلات صنعتی که در ایران آن را «والو» (industrial valve) می‌خوانند.

## انواع شیرآلات بنا به کارکرد
شیرها یا برای بازوبست (قطع و وصل) جریان سیال استفاده می‌شوند، مانند: شیر توپی (ball valve)، شیر پروانه‌ای (butterfly valve)، شیر دروازه‌ای (gate valve)، شیر سماوری مخروطی (plug valve)، یا برای تنظیم و کنترل جریان به‌کار می‌روند، مانند: شیر بشقابی (globe valve)، شیر یکطرفه (check valve)، شیر سوزنی (needle valve) غیر از موارد بالا، می‌توان از شیرهای دیافراگمی ـ صفحه‌ای (diaphragm valve) نام برد. برخی از شیرهای یادشده ممکن است برای هر دو کاربرد استفاده شود، مانند شیر توپی یا شیر پروانه‌ای.

## ساختمان شیر

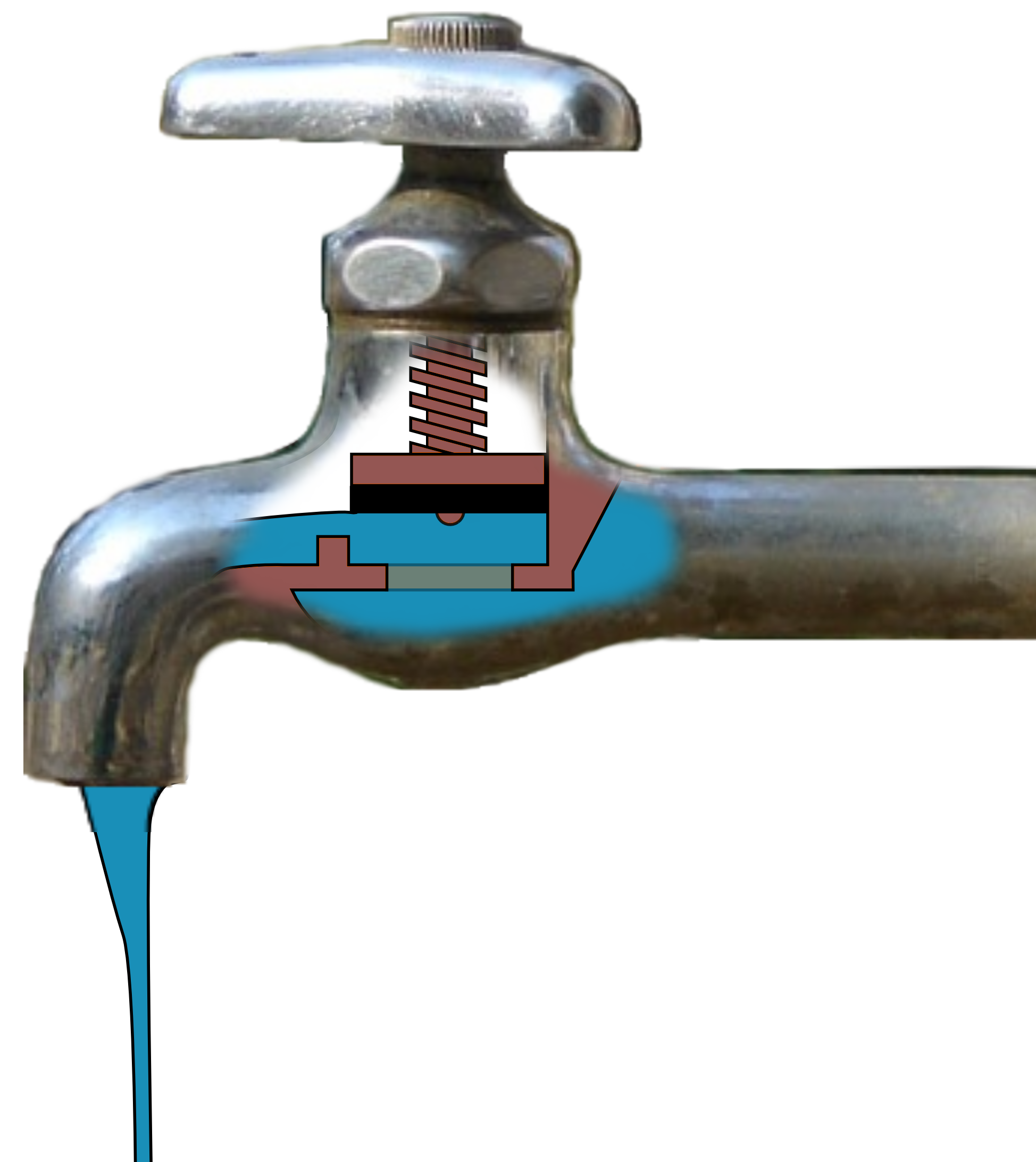
ساختمان داخلیِ یک شیر آب

اغلب شیرها در ساختمان دارای اجزایی هستند که بین آن‌ها مشترک است:
- بدنه (body)
- دیسک (disc) که در شیرهای توپی و مخروطی همان توپ یا استوانهٔ مخروطی است.
- نشیمنگاه (seat) محل نشستن دیسک یا واسط بدنه و دیسک است. اغلب از جنس نرمی ساخته می‌شود تا کار آب‌بندی را انجام دهد.
- دسته (stem) و فلکه (handwheel): فلکه با دسته به دیسک وصل می‌شود؛ معمولاً با چرخاندن فلکه شیر باز یا بسته می‌شود.

شیر یکطرفه که به‌طور خودکار تنها اجازهٔ جریان در یک سو را می‌دهد، اجزای دسته و فلکه را ندارد.

## جنس و مواد
بنا به کاربرد، مصالحی که در ساخت شیر به‌کار برده می‌شود، مختلف است. در کارهای ساختمانی، شیرهای چدنی، برنزی، برنجی و گاهی استیل (SS) استفاده می‌شود.
در کارهای صنعتی، مانند نیروگاهها، کارخانه‌های پتروشیمی، پالایشگاهها، کشتی‌سازی و صنایع دارویی/ غذایی، بسته به نوع سیالی که از شیر عبور می‌کند یا محیطی که شیر در آن قرار دارد، بدنه و دیگر اجزای آن را از فولاد کربنی، فولاد آلیاژی، فولاد زنگ‌نزن (stainless steel)، برنج، چدن، استیل می‌سازند.
شیرها یا به‌وسیلهٔ دست یا عملگر خودکار (actuator) بازوبست می‌شوند.
پرمصرف‌ترین آلیاژها برای تولید شیرآلات برنج که همان ترکیب مس و روی است بوده و مرکز استاندارد و تحقیقات صنعتی ایران تمامی خصوصیات لازم و محدودیت‌های عناصر برحسب درصد وزنی آن‌ها را تعیین کرده‌است. در خصوص ضخامت سطح مقطع تنه‌ها نیز در انواع شیرآلات کلاسیک رعایت ضخامت حداقل ۲ میلی‌متر می‌بایست رعایت شود. البته در مورد شیرآلات اهرمی محدودیت ضخامت وجود ندارد ولی تنها باید فشار استاتیکی ۲۵ بار را بدون تغییر شکل تحمل کند. استاندارد آبکاری از مهم‌ترین بخش‌های یک واحد تولیدی شیرآلات بهداشتی ساختمانی، آبکاری است.